# Ane Dahl Torp
Ane Dahl Torp (født 1. august 1975 i Bærum, Norge) er en norsk skuespillerinde.  
I Danmark er hun blandt andet kendt for sine roller som Helena Mikkelsen i tv-serierne Heimebane, Pernilla i Mord i Skærgården, gyserkomedien Død sne, i rollen som Sara og Idun i filmene Skjelvet og Bølgen. 

## Film/TV-serier
| År   | Titel                                   | Rolle                   |
| ---- | --------------------------------------- | ----------------------- |
| 2024 | Drømme                                  | «Kristin»               |
| 2018 | Skjelvet                                | «Idun»                  |
| 2018 | Heimebane                               | «Helena Mikkelsen»      |
| 2015 | Mord i Skærgården                       | «Pernilla»              |
| 2015 | Bølgen                                  | «Idun»                  |
| 2015 | Okkupert                                | «Bente Norum»           |
| 2014 | Mord i Skærgården                       | «Pernilla»              |
| 2014 | 1001 gram                               | «Marie»                 |
| 2013 | Mord i Skærgården                       | «Pernilla»              |
| 2012 | Som du ser meg                          | «Vibeke»                |
| 2011 | Varg Veum - I mørket er alle ulver grå  | «Elise Blom»            |
| 2011 | Bambieffekten                           | «Butikkdame»            |
| 2011 | Kong Curling                            | «Trine Kristine»        |
| 2011 | Mennesker i solen                       | «Ingrid»                |
| 2009 | Bestevenner                             | «Læreren»               |
| 2009 | Göta Kanal 3 - kanalkungens hemmelighet | "Camilla"               |
| 2009 | Død snø                                 | «Sara»                  |
| 2009 | En god nummer to                        | «Amanda Dybendahl Toft» |
| 2008 | Lønsj                                   | «Leni»                  |
| 2008 | Kodenavn Hunter                         | «Gisela»                |
| 2007 | Kodenavn Hunter                         | «Gisela»                |
| 2006 | Gymnaslærer Pedersen                    | «Nina Skåtøy»           |
| 2006 | Uro                                     | «Mette»                 |
| 2004 | Pappa                                   |                         |
| 2004 | Hos Martin                              | «Ansatt på Jernia»      |
| 2004 | Svarte penger, hvite løgner             | «Trude»                 |
| 2004 | Ikke naken                              | «Nora»                  |
| 2003 | Mors Elling                             | Flyvertinne             |
| 2003 | Kvinnen i mitt liv                      | «Nina Boman»            |
| 2002 | Anolit                                  | «Jane»                  |